# 광섬유 통신

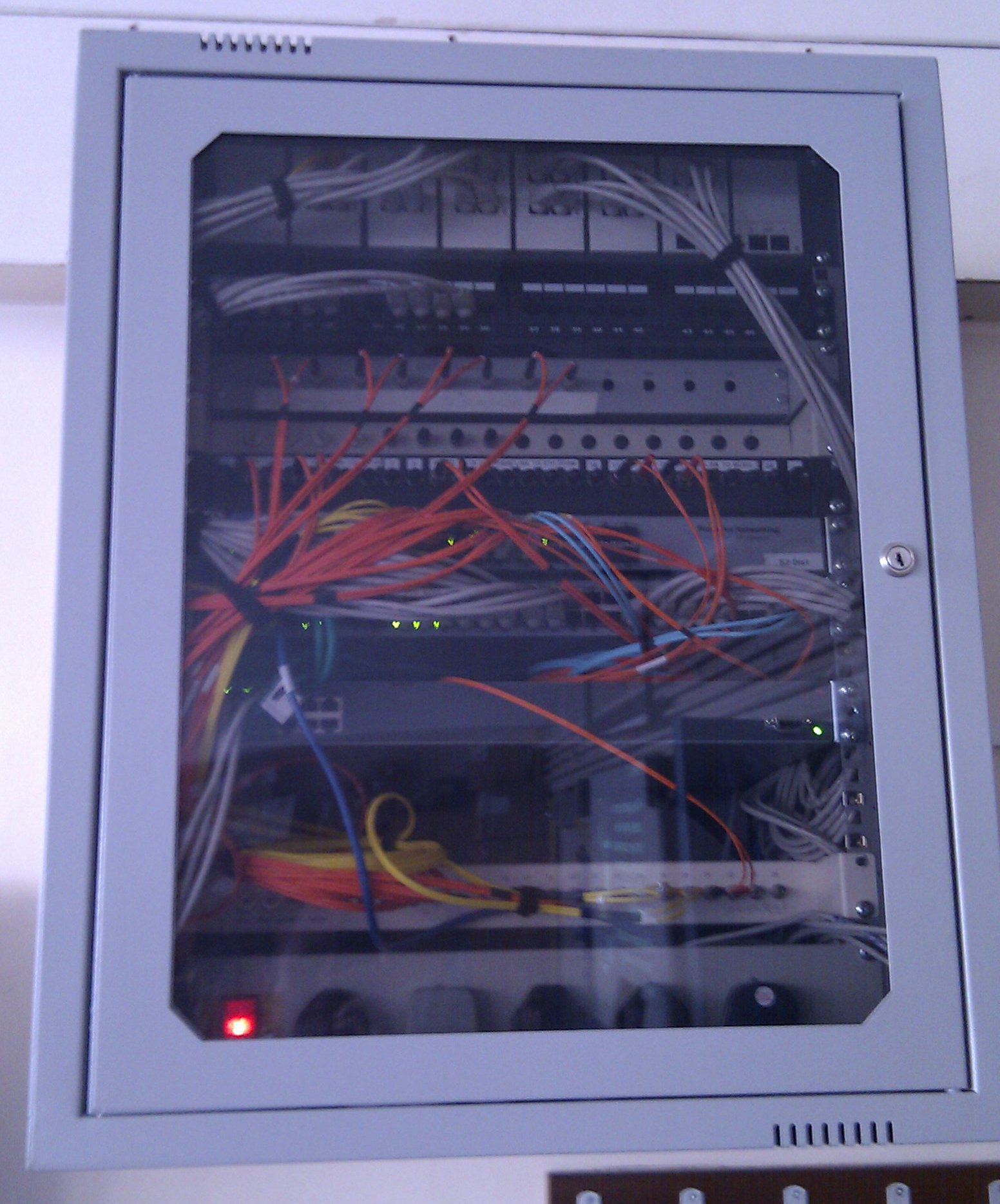
광섬유 패칭 캐비넷

광섬유 통신은 광섬유를 통해 적외선 또는 가시광선 펄스를 전송하여 한 장소에서 다른 장소로 정보를 전송하는 방법이다. 빛은 정보를 전달하기 위해 변조된 반송파의 한 형태이다. 고대역폭, 장거리 또는 전자기 간섭에 대한 내성이 필요한 경우 전기 케이블보다 광섬유가 선호된다. 이러한 유형의 통신은 근거리 통신망이나 장거리를 통해 음성, 비디오 및 원격 측정을 전송할 수 있다.
광섬유는 많은 통신 회사에서 전화 신호, 인터넷 통신 및 케이블 TV 신호를 전송하는 데 사용된다. Bell Labs의 연구원들은 광섬유 통신을 사용하여 초당 100페타비트 × 킬로미터가 넘는 기록적인 대역폭-거리 곱에 도달했다.

## 같이 보기
- 다크 파이버
- FTTX